# Bacchisa annulicornis
Bacchisa annulicornis är en skalbaggsart som först beskrevs av Francis Polkinghorne Pascoe 1867.  Bacchisa annulicornis ingår i släktet Bacchisa och familjen långhorningar.
Artens utbredningsområde är Sulawesi. Inga underarter finns listade.